# Dniproavia
Dniproavia (en Ukrainien Дніпроавіа) est une compagnie aérienne ukrainienne, dont le siège est à Dnipro.

## Historique
La compagnie fut fondée en 1993, en tant que filiale à 100 % de la compagnie aérienne nationale soviétique Aeroflot. Le 22 juin 1996, Dniproavia devint une société à capital mixte intégrée, avec l'Aéroport international de Dnipro, dans une entité détenue par l'État ukrainien, ce qui permit à la compagnie de contrôler la base de départ.
Les dernières nouvelles annoncent que la compagnie serait sur le point (voire a déjà) de déposer bilan.

## Destinations
La compagnie Dniproavia s'est spécialisée dans les vols à destination de l'Europe ainsi que dans les vols intérieurs ukrainiens.

## Flotte
Au 1er juin 2012, la flotte de Dniproavia se compose de :
Par le passé, Dniproavia a utilisé des Antonov An-26, des Yakovlev Yak-40 et des Yakovlev Yak-42.

## Galerie

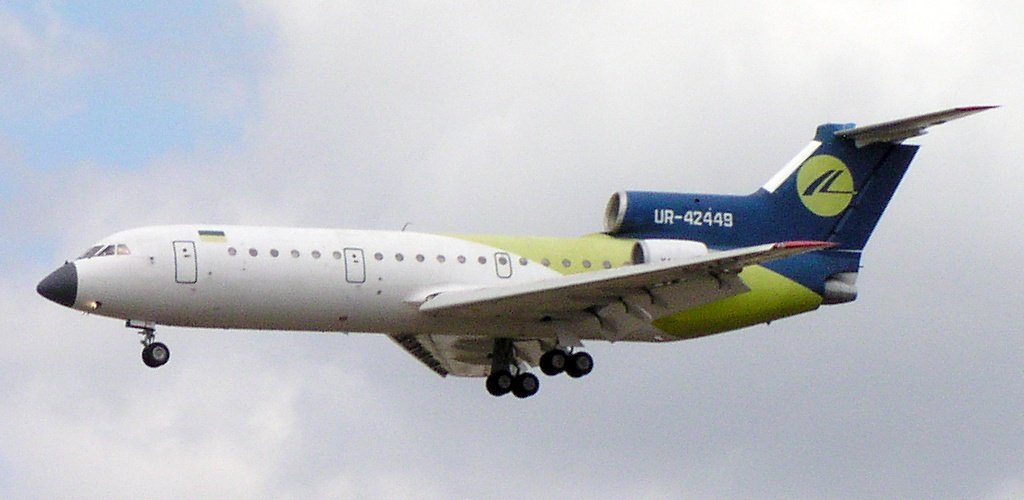
Yakovlev Yak-42 de Dniproavia avec l'ancien logo (2005)
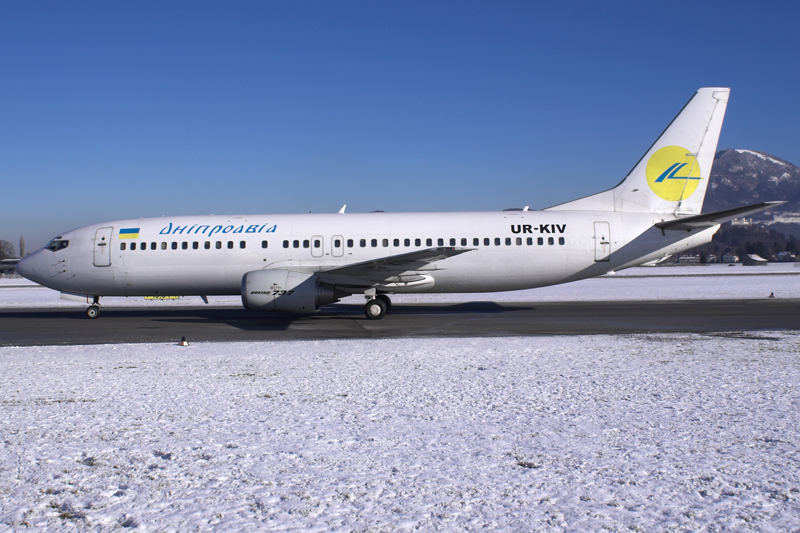
Boeing 737-400 de Dniproavia avec l'ancien logo (2008)
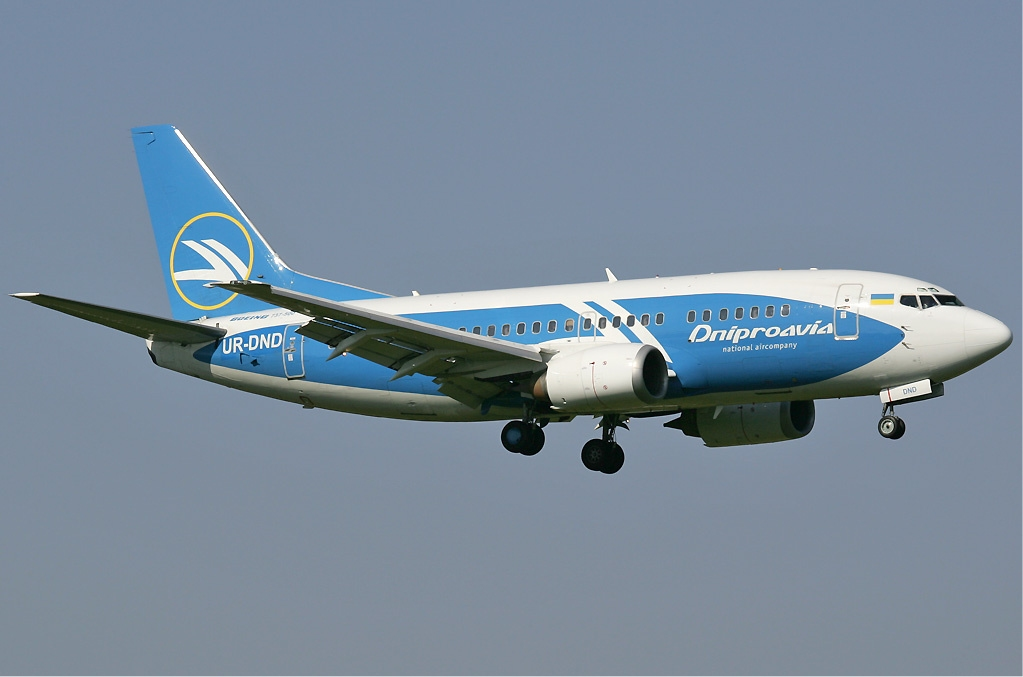
Boeing 737-500 de Dniproavia (2008)
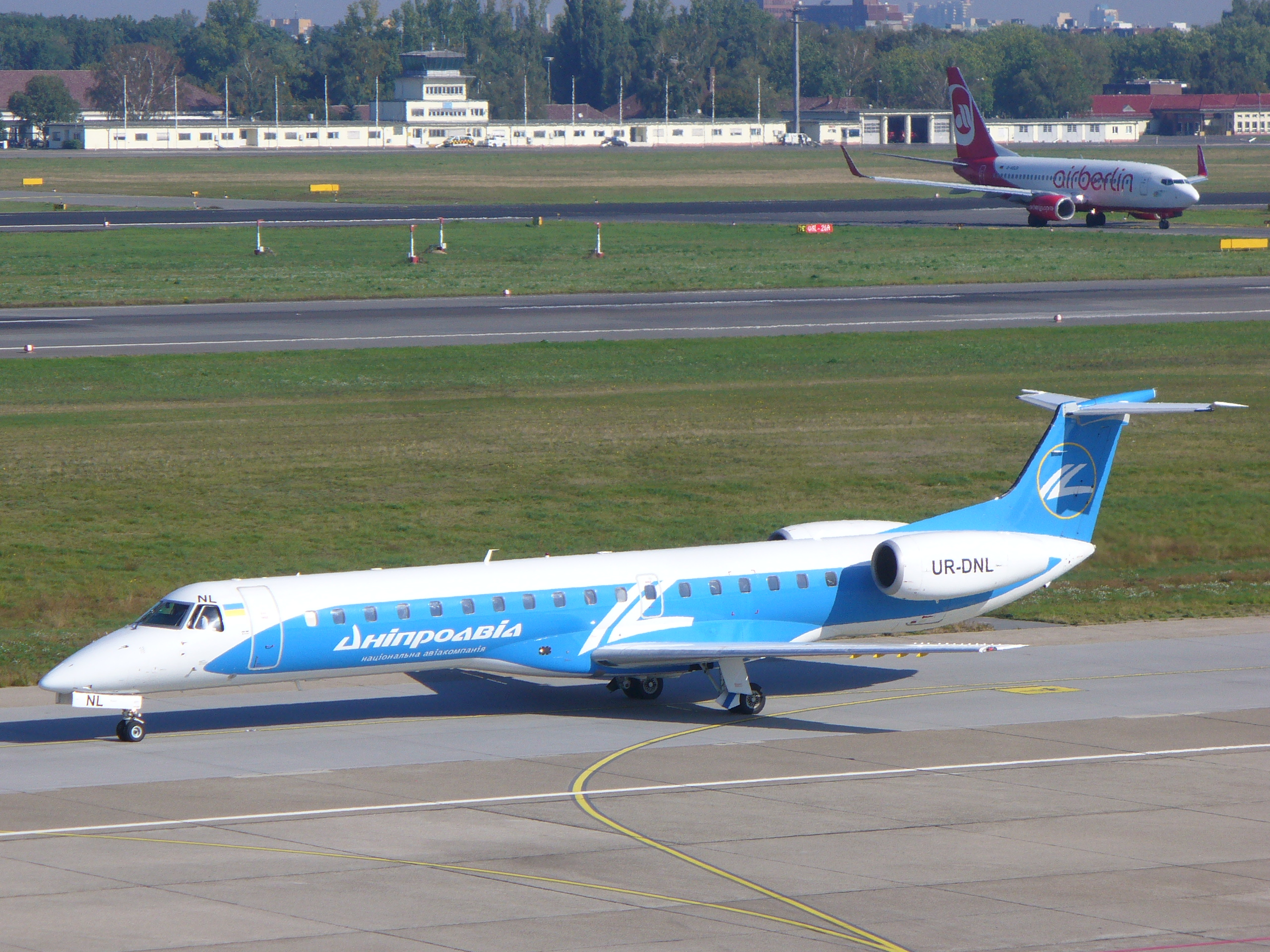
Embraer ERJ-145 de Dniproavia (2010)